# Willem Backereel
Pour les articles homonymes, voir Backereel.
Guillaume Backereel ou Willem Backereel (Anvers, 1570 - Rome, 1626) est un peintre baroque flamand de paysages.

## Biographie
Willem Backereel est né à Anvers en 1570,. Selon Arnold Houbraken, qui tire son information du Teutsche Academie de Joachim von Sandrart, Willem Backereel vient d'une grande famille de peintres, qui avait toujours l'un de ses membres à Rome. Le frère de Willem, Gillis, a lui aussi vécu à Rome, mais est rentré à Anvers, où il est mort,.
Son frère, avec lequel il peindra, le forme à la peinture et en 1605, il devient membre de la guilde de Saint-Luc d'Anvers.
Il part en Italie la même année, et y reste jusqu'à sa mort. Sa mort provoque probablement le retour de son frère à Anvers. Arnold Houbraken rapporte que la famille Backereel a produit un certain nombre d'artistes et Joachim von Sandrart mentionne sept ou huit membres qu'il aurait connu personnellement. Willem est l'un des trois seuls membres de cette famille pour qui l'on dispose de documents ; les deux autres sont ses frères Gillis et Jacques.
William Backereel meurt à Rome le 10 août 1626.

## Œuvres
Willem Backereel est un peintre de paysage,.
Ses esquisses romaines du palais impérial de Rome sont similaires aux œuvres de Cornelis van Poelenburgh, Jan Asselijn et Jacob de Heusch.
Certains catalogues antérieurs à 1845, établissent que Gillis a travaillé sur le fond paysagé du Saint Antoine de Padoue portant l'enfant Jésus et le saint sacrement peint par Willem en Italie.
Les musées royaux des beaux-arts de Belgique à Bruxelles et le musée royal des beaux-arts d'Anvers conservent des œuvres de Willem Backereel.